# Derby Makinka
Derby Makinka (ur. 5 września 1965 w Salisbury, zm. 27 kwietnia 1993) – piłkarz zambijski, występował na pozycji ofensywnego pomocnika.

## Kariera
Makinka, mimo że urodził się w Zimbabwe, występował w reprezentacji Zambii. Swoją klubową karierę rozpoczynał w Darryn Textiles Africa United, a następnie przeniósł się do klubu z Zambii, Profund Warriors Lusaka. W barwach Zambii uczestniczył  w turnieju piłkarskim podczas Letnich Igrzysk Olimpijskich 1988 w Seulu. W 1989 był zawodnikiem Pamiru Duszanbe. Na początku kwietnia 1992, po około miesiącu treningów z drużyną Lecha Poznań, został zawodnikiem tego klubu, podpisując kontrakt ważny do końca czerwca 1992, na czas rundy rewanżowej I ligi polskiej 1991/1992. W barwach Kolejorza zaliczył trzy występy i zdobył mistrzostwo kraju. W sezonie 1992/1993 był zawodnikiem Al-Ittifaq, klubu z Arabii Saudyjskiej.
W drużynie narodowej grał co najmniej od 1985 roku. 27 kwietnia 1993 zginął w katastrofie lotniczej. Samolot z reprezentacją Zambii lecący na mecz eliminacji MŚ do Senegalu spadł do Oceanu Atlantyckiego u wybrzeży Gabonu.
| Sezon   | Klub                          | Kraj             | Flaga            | Rozgrywki                       | Mecze | Bramki |
| ------- | ----------------------------- | ---------------- | ---------------- | ------------------------------- | ----- | ------ |
|         | Darryn Textiles Africa United | Zimbabwe         | Zimbabwe         | Zimbabwe Premier Soccer League  | ?     | ?      |
| 1988    | Profund Warriors Lusaka       | Zambia           | Zambia           | Zambian Premier League          | ?     | ?      |
| 1989    | Pamir Duszanbe                | ZSRR             |                  | Wysszaja Liga SSSR              | 3     | 0      |
| 1991/92 | Lech Poznań                   | Polska           | Polska           | Ekstraklasa                     | 3     | 0      |
| 1992/93 | Al-Ittifaq                    | Arabia Saudyjska | Arabia Saudyjska | I liga saudyjska w piłce nożnej | ?     | ?      |